# Bâtiment de la Poste centrale (Rijeka)
La Poste centrale est un bâtiment historique de Rijeka, situé le long du Korzo, la rue principale de la ville. Il a un style néo-Renaissance.
Le palais a été érigé en 1887 pour abriter les bureaux de l'administration financière royale hongroise. Le bâtiment a été commandé par le gouverneur de Fiume, mais l'auteur du projet est inconnu : la construction a été réalisée par la société Burger & Matković de Rijeka.